# Cerro Torito
Cerro Torito är en ort i Mexiko.   Den ligger i kommunen San José Independencia och delstaten Oaxaca, i den sydöstra delen av landet, 290 km sydost om huvudstaden Mexico City. Cerro Torito ligger 186 meter över havet och antalet invånare är 215.
Terrängen runt Cerro Torito är varierad. Runt Cerro Torito är det ganska tätbefolkat, med 86 invånare per kvadratkilometer. Närmaste större samhälle är Isla Soyaltepec, 19,7 km öster om Cerro Torito. I omgivningarna runt Cerro Torito växer i huvudsak städsegrön lövskog.